# Chersodromia kamtchatkiana
Chersodromia kamtchatkiana är en tvåvingeart som beskrevs av Chvala 1970. Chersodromia kamtchatkiana ingår i släktet Chersodromia och familjen puckeldansflugor. Inga underarter finns listade i Catalogue of Life.